# Грамінідна клада
Грамінідна клада (Graminid clade) — клада рослин порядку тонконогоцвітих (Poales), що об'єднує чотири родини, з яких найбільш багаті видами злакові (Poaceae). Її сестринська група — рестіїдна клада (restiid clade). Етимологія: від лат. gramen — «трава».

## Філогенетика
|  | Poaceae (майже 800 родів, ≈ 12000 видів — на всіх континентах, вкл. Антарктиду [Deschampsia antarctica])                  |
|  | |
|  | \| \| Ecdeiocoleaceae (2 роди, 3 види — Австралія) \| \| \| \| \| \| Joinvilleaceae (1 рід, 3 види — Малезія) \| \| \| \| |
|  | |
|  | Ecdeiocoleaceae (2 роди, 3 види — Австралія)                                                                              |
|  | |
|  | Joinvilleaceae (1 рід, 3 види — Малезія)                                                                                  |
|  | |

|  | Ecdeiocoleaceae (2 роди, 3 види — Австралія) |
|  |                                              |
|  | Joinvilleaceae (1 рід, 3 види — Малезія)     |
|  |                                              |

|  | Poaceae (майже 800 родів, ≈ 12000 видів — на всіх континентах, вкл. Антарктиду [Deschampsia antarctica])                  |
|  | |
|  | \| \| Ecdeiocoleaceae (2 роди, 3 види — Австралія) \| \| \| \| \| \| Joinvilleaceae (1 рід, 3 види — Малезія) \| \| \| \| |
|  | |
|  | Ecdeiocoleaceae (2 роди, 3 види — Австралія)                                                                              |
|  | |
|  | Joinvilleaceae (1 рід, 3 види — Малезія)                                                                                  |
|  | |

|  | Ecdeiocoleaceae (2 роди, 3 види — Австралія) |
|  |                                              |
|  | Joinvilleaceae (1 рід, 3 види — Малезія)     |
|  |                                              |